# Disco Beaver from Outer Space
Pour plus de détails, voir Fiche technique et Distribution.
Disco Beaver from Outer Space est une comédie horrifique américaine réalisée par Joshua White et sortie en 1979.

## Fiche technique
- Titre original : Disco Beaver from Outer Space
- Réalisation : Joshua White
- Scénario : Peter Elbling, Jeff Greenfield, Ted Mann, Harry Shearer, John Weidman, Tony Hendra et Sean Kelly
- Photographie :
- Montage : Lenny Davidowitz et K.C. Millard
- Musique : Alice Playten
- Costumes : Jeanne Button
- Décors : Ron Baldwin
- Producteur : Tony Hendra et Matty Simmons
  - Producteur associé : Jonathan Weiss
- Sociétés de production : National Lampoon
- Sociétés de distribution : HBO
- Pays d'origine :  États-Unis
- Langue originale : anglais
- Format : couleur
- Genre : Comédie horrifique
- Durée : 51 minutes
- Dates de sortie :
  - États-Unis : 23 février 1979

## Distribution
- Lynn Redgrave : Dr Van Helsing
- Rodger Bumpass
- Peter Elbling : Dragula, Reine des Ténèbres
- Alice Playten
- James Widdoes
- Lee Wilkof
- Michael Simmons
- Sarah Durkee
- Henry Gibson : lui-même